# Pseudidmonea fissurata
Pseudidmonea fissurata är en mossdjursart som först beskrevs av Busk 1886.  Pseudidmonea fissurata ingår i släktet Pseudidmonea och familjen Pseudidmoneidae. Inga underarter finns listade i Catalogue of Life.